# Liste der Monuments historiques in Hochfelden
Die Liste der Monuments historiques in Hochfelden führt die Monuments historiques in der französischen Gemeinde Hochfelden auf.

## Liste der Bauwerke
| Bezeichnung                                    | Beschreibung | Standort                              | Kennzeichnung | Schutzstatus | Datum | Bild           |
| ---------------------------------------------- | --- | ------------------------------------- | ------------- | ------------ | ----- | -------------- |
| Kapelle St-Wendelin                            | Wallfahrtskapelle, 1435 am Ort eines Vorgängerbaus errichtet | Rue des Quatre Vents (Lage)           | PA00084747    | Inscrit      | 1982  | weitere Bilder |
| Synagoge, jüdisches Schulhaus und Rabbinerhaus | Synagoge von 1841, Entwurf Louis Furst, Schulhaus mit Mikwe von 1855, Rabbinerhaus aus der zweiten Hälfte des 19. Jahrhunderts; Synagoge 1994 aufgegeben und in Museum umgewandelt | 10, 12 place du Général Koenig (Lage) | PA67000004    | Inscrit      | 1996  | weitere Bilder |

## Liste der Objekte
| Bezeichnung                                   | Beschreibung                                                                                | Standort                                | Kennzeichnung | Schutzstatus   | Datum      | Bild           |
| --------------------------------------------- | ------------------------------------------------------------------------------------------- | --------------------------------------- | ------------- | -------------- | ---------- | -------------- |
| Taufbecken                                    | Sandstein, 15. Jahrhundert                                                                  | in der Kapelle St-Wendelin (Lage)       | PM67000127    | Classé         | 1985       |                |
| Hauptaltar                                    | Altartisch, Tabernakel, Baldachin und sieben Skulpturen; Holz, vergoldet, 18. Jahrhundert   | in der Kapelle St-Wendelin (Lage)       | PM67000129    | Classé         | 1985       |                |
| Kanzel                                        | Holz, 18. Jahrhundert                                                                       | in der Kapelle St-Wendelin (Lage)       | PM67000132    | Classé         | 1985       |                |
| Zwei Gemälde: Auferstehung und Heiliger Geist | Ölfarbe auf Leinwand, vergoldeter Holzrahmen, 18. Jahrhundert; eines nach Peter Paul Rubens | in der Kapelle St-Wendelin (Lage)       | PM67000128    | Classé         | 1985       |                |
| Glocke                                        | Bronze, Anfang des 15. Jahrhunderts                                                         | in der Kapelle St-Wendelin (Lage)       | PM67000605    | Classé         | 1982       |                |
| Gemälde Heiliger Wendelin                     | Ölfarbe auf Leinwand, vergoldeter Holzrahmen, 1659                                          | in der Kapelle St-Wendelin (Lage)       | PM67000130    | Classé         | 1985       |                |
| Orgel                                         | Ensemble aus PM67001026 und PM67000131                                                      | in der Kirche Sts-Pierre-et-Paul (Lage) | PM67001025    | Inscrit Classé | 1985 /1978 | weitere Bilder |
| Orgelprospekt                                 | 1841 von Stiehr-Mockers gebaut                                                              | in der Kirche Sts-Pierre-et-Paul (Lage) | PM67001026    | Inscrit        | 1985       | weitere Bilder |
| Instrumentalteil der Orgel                    | 1841 von Stiehr-Mockers gebaut                                                              | in der Kirche Sts-Pierre-et-Paul (Lage) | PM67000131    | Classé         | 1978       | weitere Bilder |